# Greater Manchester County Council
Le Greater Manchester County Council (GMCC) — également connu comme le Greater Manchester Council (GMC) — fut le siège de la gouvernance du Grand Manchester entre 1974 et 1986. Il disposait de compétences dans les domaines des transports publics, des urgences, et de la gestion des déchets, et était composé de 106 membres issus des 10 comtés métropolitains du Grand Manchester. Il partageait ses pouvoirs avec les conseils de 10 districts, dont chacun gérait ses affaires locales.